# رحم على شكل حرف T

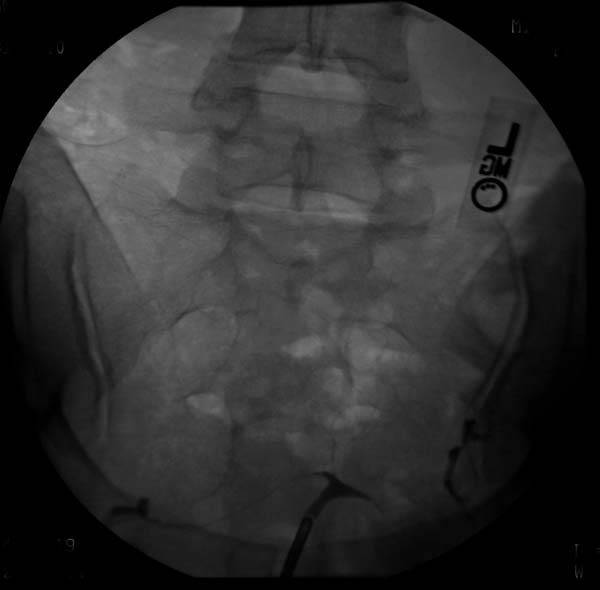
رحم على شكل حرف T عند تصوير الرحم بالصبغة

رحم على شكل حرف T هو نوع من تشوهات الرحم حيث يكون الرحم على وضع يشبه الحرف T. لوحظ هذا التشوه في النساء المعرضات للداي إثيل ستيلبيستيرول. اعتُرف بوجود مثل التشوه في تصنيف ESHRE/ESGE ويرتبط مع فشل زرع البويضة المُخصبة، وزيادة خطر الحمل خارج الرحم، والإجهاض والولادة المبكرة. يوجد إجراء جراحي لتصحيح هذا التشوه.

## الأسباب
يرتبط التشوه على شكل حرف T عادةً مع التعرض للداي إثيل ستيلبيستيرول، على الرغم من أنه يظهر على أنه تشوه خلقي دون التعرض لأي شيء.

## التشخيص

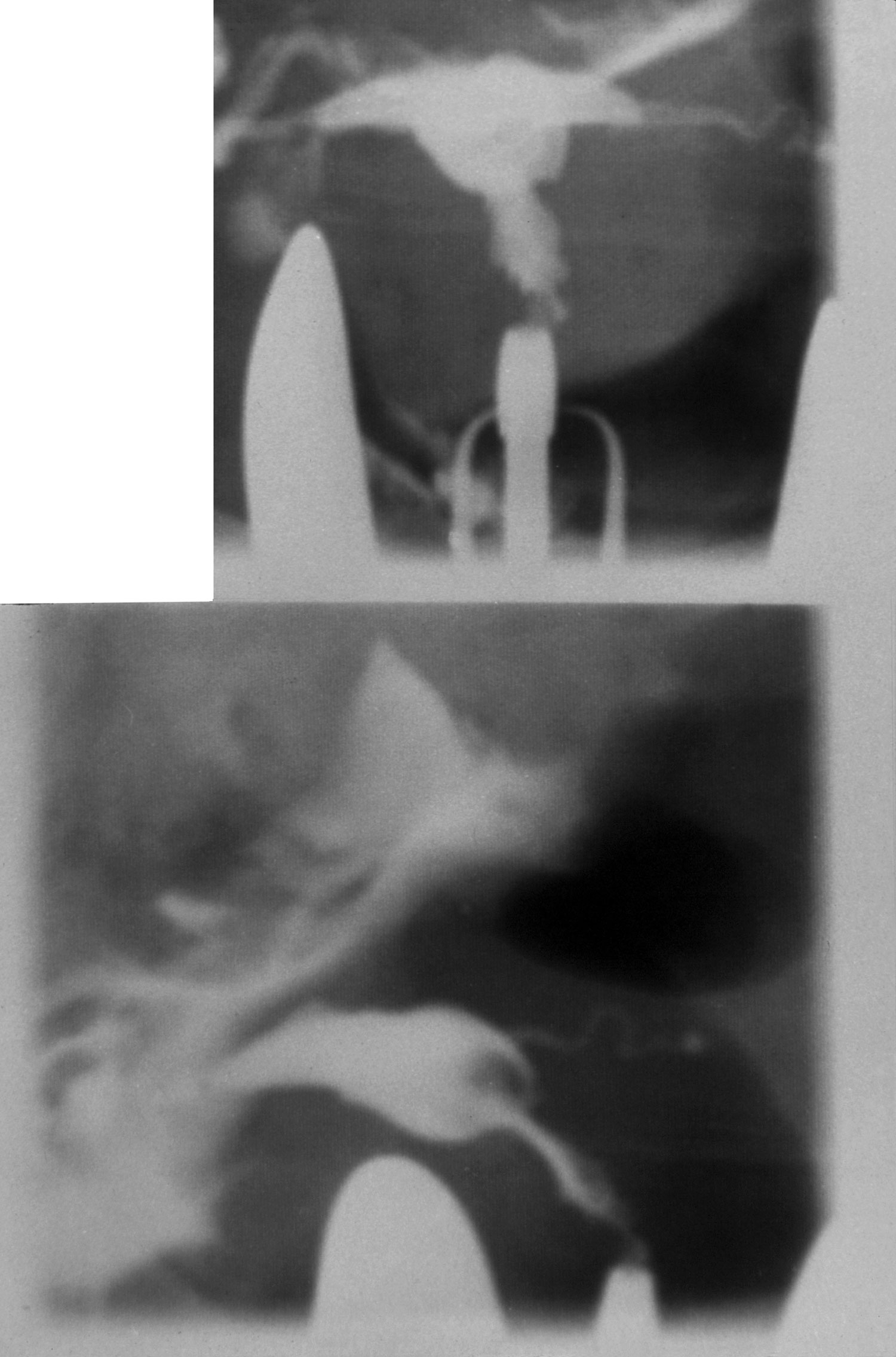
رحم على شكل T مع ملاحظة انقباض دائري حول الجزء القريب من العلامة. يظهر الرحم السفلي مدبب وضيق.

غالبًا ما يتم تشخيص النساء بهذا التشوه بعد عدة حالات من الحمل الفاشلة، وتتبعها إجراءات التشخيص الاستكشافية، مثل الرنين المغناطيسي، والموجات فوق الصوتية، وخاصةً في الرحم. لوحظ في مثل هذه الدراسات وجود توسع في الخلالي والبرزخ في أنبوب الرحم، وكذلك وجود انقباضات أو تضيقات في الرحم ككل، وخاصةً في الأجزاء السفلى والجانبية، ومن هنا جاءت تسمية على شكل حرف "T". قد يقل حجم الرحم وقد تتواجد تشوهات أخرى في نفس الوقت.

## التنبوء الطبي
يمكن لمرضى أصحاب الرحم على شكل حرف T الحمل وإنجاب الأطفال، ومع ذلك فإنهنّ يتعرضن لمخاطر أكبر من المضاعفات، مثل الإجهاض، وانخفاض الخصوبة والولادة قبل الأوان، قبل وبعد أي علاج.

## العلاج
يتم إجراء العمليات الجراحية الحالية لعلاج هذا التشوه، ويسمى تصحيح الرحم بالمنظار أو رأب الرحم، عن طريق إجراء شق جانبي لجدار الرحم، ويمكن أن يعود الجهاز إلى التشكل الطبيعي، مع تحسين الأداء التناسلي السابق للمريض. ويعتبر هذا الإجراء الجراحي منخفض المخاطر، ويتحسن بعده معدل الولادة لدرجة تصل إلى 10 أضعاف، طالما تُعتبر بطانة الرحم في حالة جيدة. ومع ذلك، تشمل المخاطر بعد هذا الإجراء الجراحي المشيمة السطحية، ومتلازمة آشيرمان والنزف الحاد.

## لمزيد من القراة
- كوفمان ر (1982). «التغيرات الهيكلية في الجهاز التناسلي المرتبطة في حالات التعرض للديثيلستيلبيسترول.». أوبستيت جينيكول أنو. 11: 187-202. بميد 7110645.
- جولدبيرج، جيفري م. فالكون، توماسو (1999). «تأثير ديثيلستيلبيسترول على وظيفة الإنجاب». الخصوبة والعقم. 72 (1): 1-7. إيسن 0015-0282. دوى: 10.1016 / S0015-0282 (99) 00153-3.
- كالتفمانل، ريموند H. مد إرفين آدم، وغاري L. بيندر. «التغييرات الجهاز التناسلي العلوي والنتائج الحمل في ذرية الرحم المتعرض للديثيلستيلبيسترول». (1980).
- لين بيسي (2004). «النتائج الإنجابية في النساء مع الشذوذ الرحمي.». J صحة المرأة (لارشمت). 13 (1): 33-9. بميد 15006276. دوي: 10.1089 / 154099904322836438.